# Antalovics Péter
Antalovics Péter (Zombor, 1993. február 10. –) Költő, újságíró, publicista.

## Életpályája
Az általános iskolát a kupuszinai József Attila Általános Iskolában végezte el. A középiskolát a zombori Veljko Petrović Gimnáziumban fejezte be. Az Újvidéki Egyetem magyar szakán tanult. 2010 óta ír verseket. 2016-tól a Magyar Szó sportrovatánál dolgozott. 2017-től a Magyar Szó online felületének tagja.

## Művei
- Örökszoba (2014)[4]
- Távoli pólusok (2019)
- Magánbeszélgetés (2023)[5]

## Díjai
- Kilátó-díj (2014)[6]
- Makói Medáliák (2015)